# Andrei Năstase

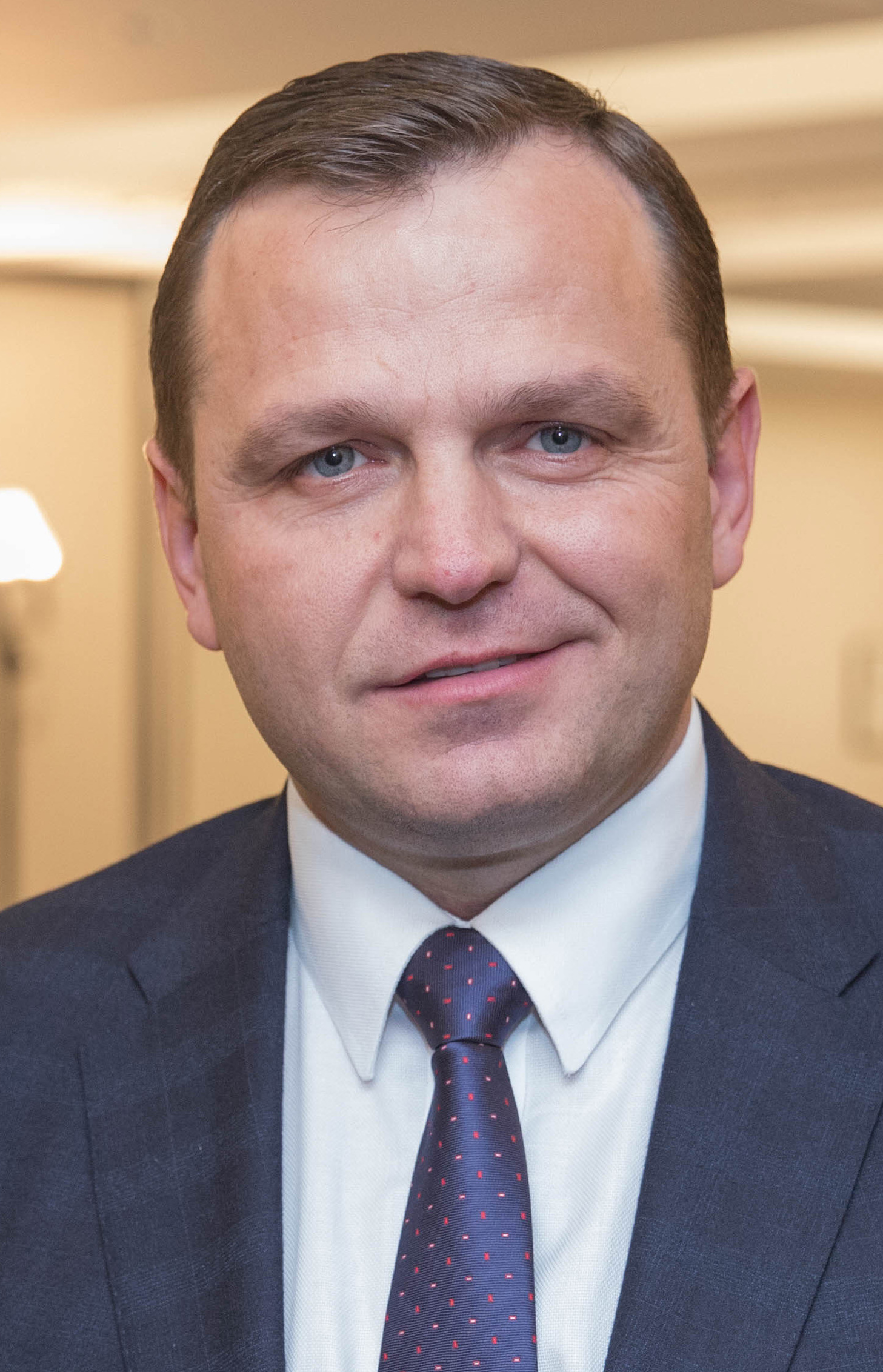
Andrei Năstase (2017)

Andrei Năstase (* 6. August 1975 in Mîndrești) ist ein moldauischer Rechtsanwalt, Bürgeraktivist und Politiker. Seit 2019 ist er Abgeordneter im Parlament der Republik Moldau.
Năstase ist Mitbegründer und Präsident der Partei Würde und Wahrheit. Er wurde 2018 nach der gewonnenen und später für ungültig erklärten Bürgermeisterwahl in Chișinău, in der er den Kandidaten der Sozialistenpartei Ion Ceban mit 52,57 % besiegte, zum gemeinsamen Kandidaten des pro-Europäischen-Bündnisses berufen. Zu diesem Bündnis gehören die Partei für Würde und Wahrheit, die liberal-demokratische Partei Moldau und die Partei für Nationale Einheit.
Im Februar 2019 konnte sich das Bündnis aus der Partei für Würde und Wahrheit sowie die von Maia Sandu geführte Partei Aktion und Solidarität 26 der 101 Sitze im moldauischen Parlament sichern.

## Biografie
Năstase wurde am 6. August 1975 im Dorf Mîndrești, das heute zur Gemeinde Telenești gehört, als Sohn von Andrei und Anna Năstase geboren. Er besuchte zwischen 1982 und 1992 die Schule in Mîndrești und studierte von 1992 bis 1993 an der Fakultät für Geschichte und Erdkunde der Ștefan cel Mare Universität von Suceava in Rumänien. 1993 und 1997 folgte ein Jura-Studium an der Fakultät der Universität Alexandru Ioan Cuza Iași.

## Berufliche Entwicklung
Von 1997 bis 2000 arbeitete Năstase zunächst als Hilfskraft und dann als Assistent des Verkehrsstaatsanwalts für die Staatsanwaltschaft von Chișinău. Es existieren nur wenige Nachweise über sein Wirken vor. Auf eine Anfrage der gemeinnützigen Organisation RISE Moldova stellte die Oberstaatsanwaltschaft fest, dass Năstase verschiedene Sachverhalte für die Zivilluftfahrtunternehmen sowie für das staatliche Unternehmen Air Moldova bearbeitet hat, es aber trotz der Reihe von Ausnahmeregelungen keine Verstöße gegen geltendes Recht festgestellt werden konnten.
Năstase war von 2002 bis 2002 stellvertretender Direktor der Air Moldova. In dieser Zeit wurde Air Moldova von einem staatlichen Unternehmen in Joint Venture umgewandelt. Während dieser Phase beklagte der politische Analyst und Direktor des Zentrums für strategische Analyse und Überwachung Victor Gurău das rechtswidrige Verhalten der Beteiligten. Gurău zufolge wurden die Aktien des Unternehmens von einem ausländischen Investor übernommen, der keine Konten besaß und nicht die Mindestanforderungen für die Gründung eines Unternehmens erfüllte. Er behauptete, dass Năstase zusammen mit dem ehemaligen Premierminister Vlad Filat, den Unternehmern Victor Țopa und Viorel Țopa sowie dem ehemaligen Finanzminister Anatol Arapu an der Privatisierung von Air Moldova beteiligt gewesen sei soll.
Seit dem 15. November 2002 ist Năstase als zertifizierter Rechtsanwalt tätig.

## Politische Aktivität
Anfang 2015 beteiligte sich Năstase zusammen mit mehreren Meinungsführern, Journalisten, Anwälten, Politikwissenschaftlern, Botschaftern und anderen an der Gründung der Bürgerplattform Würde und Wahrheit. Zudem führte er im September 2015 die Protestbewegung in Moldova an. Am 1. November 2015 wurde er zum Präsidenten des Exekutivbüros der Initiativgruppe gewählt. Ziel war die Organisation eines republikanischen Referendums zur Änderung der Verfassung, das die direkte Entlassung des Präsidenten durch das Volk, die Beschränkung der parlamentarischen Immunität und die Reduzierung der Anzahl der Abgeordneten von 101 auf 71 ermöglicht. Năstase hat auch Gesetze ausgearbeitet, die anschließend vom Verfassungsgericht geprüft und positiv gebilligt wurden. Im Dezember 2015 trat Năstase mit einem Teil der Mitglieder der Plattform für Würde und Wahrheit der Partei Stärke des Volkes bei. Auf dem außerordentlichen Kongress am 13. Dezember 2015 wurde die Partei in Würde und Wahrheit (Partidul Politic „Platforma Demnitate și Adevăr“, PPDA) umbenannt sowie neue Leitungsgremien und Năstase zum Parteivorsitzenden gewählt.

### Präsidentschaftswahlen 2016
Andrei Năstase wurde vom Politischen Nationalrat der Partei für Würde und Wahrheit zur Teilnahme an der Präsidentschaftswahlen 2016 gewählt. Er wurde am 18. September 2016 als vierter offizieller Kandidat der Zentralen Wahlkommission (CEC) für die Wahlen am 30. Oktober 2016 registriert. Am 15. Oktober 2016 gab Andrei Năstase zog offiziell seine Kandidatur zurück und unterstützte die Kandidatin der Partei Aktion und Solidarität Maia Sandu.

### Bürgermeisterwahlen 2018 in Chișinău
Bei den Bürgermeisterwahlen 2018 in Chișinău gewann Năstase nach dem zweiten Platz in der ersten Runde die Stichwahl mit 52,57 % der Stimmen und schlug Ion Ceban (47,43 %). Am 19. Juni 2018 wurden die Wahlen jedoch wegen Verstoßes gegen das Wahlstille am Wahltag von beiden Kandidaten entgegen den Bestimmungen des Wahlgesetzes für nichtig erklärt. Somit wurde das Mandat des gewählten Bürgermeisters für Andrei Năstase von den Richtern des zentralen Gerichtshofes in Chișinău nicht bestätigt. Diese Entscheidung wurde am 21. Juni 2018 vom Berufungsgericht Chișinău aufrechterhalten, sowie vom Obersten Gerichtshof (CSJ), der am 25. Juni 2018 das endgültige Urteil über die Validierung der Ergebnisse der Wahlen in Chișinău fällte. Am 29. Juni 2018 erklärt die Zentrale Wahlkommission (CEC) die in der Hauptstadt abgehaltenen Kommunalwahlen für nichtig. Năstase betrachtete die Entscheidung als politisch motiviert und als von Vladimir Plahotniuc angeordnet. Nach dieser Entscheidung wird der Bürgermeister von Chișinău bei den Kommunalwahlen in Moldau 2019 gewählt, und das Bürgermeisteramt wird von einem hauptamtlichen Bürgermeister geleitet.

## Kritiken
Năstase verteidigte als Rechtsanwalt verschiedene in- und ausländische Investoren vor nationalen und internationalen Gerichten, darunter auch die deutsche Firma Unistar sowie die Geschäftsleute Viorel und Victor Topa. Die Verteidigung Tops hat erhebliche Kritik hervorgerufen, da die Geschäftsleute von der moldauischen Justiz wegen Chantage, Veruntreuung, Geldwäsche und Fälschung von Dokumenten verurteilt wurden. Năstase erhielt den Spitznamen „Der Mann von Țopas“.
Kritik erhielt Năstase auch wegen seiner Beziehungen zu Iurie Roșca, die zu der Zeit stattfanden, als dieser der damals regierenden Partei der Kommunisten der Republik Moldau angehörte. Des Weiteren wurden seine Verbindungen zu Offshore-Unternehmen von einigen Journalisten kritisiert, die behaupten, dass die Unternehmen seiner Familie vervorzugt wurden.
Einige Investigationsjournalisten haben darüber berichtet, dass die Open Dialogue Foundation, die vom Kasachischen Unternehmer und Politiker Muhtar Abliazov gegründet wurde und von der Aktivistin Lyudmyla Kozlovska geführt wird, in Europa Lobbyarbeit für die Parteien von Năstase und Maia Sandu betrieben hat. Die beiden hätten Vorteile von der Stiftung erhalten, ohne diese zu deklarieren.
Nach Aussagen des Parteiführers der Liberalen Partei, Dorin Chirtoacă, hätte Năstase der Republik Moldau einen Schaden von 7 Mio. EUR zugefügt. Er verweist auf die Beteiligung von Andrei Nastase an der Privatisierung des staatlichen Unternehmens Air Moldova, durch die die deutsche Fluggesellschaft Unistar Ventures, die angeblich von Victor Țopa verwaltet wird, 49 % der Anteile der Fluggesellschaft erworben habe.

## Persönliches
Năstase ist mit Angela Năstase verheiratet und hat drei Kinder. Sein Bruder Vasile Năstase ist Journalist, ehemaliger Ministerpräsident des ersten Parlaments der Republik Moldau und einer der ersten Unterzeichner der Unabhängigkeitserklärung. Năstase ist das Patenkind des Unternehmers Victor Țopa.